# Mikroregion Caratinga

Mikroregion Caratinga

Mikroregion Caratinga – mikroregion w brazylijskim stanie Minas Gerais, należący do Mezoregionu Vale do Rio Doce. Składa się z dwudziestu gmin.

## Gminy
- Bom Jesus do Galho,
- Bugre,
- Caratinga,
- Córrego Novo,
- Dom Cavati,
- Entre Folhas,
- Iapu,
- Imbé de Minas,
- Inhapim,
- Ipaba,
- Piedade de Caratinga,
- Pingo-d'Água,
- Santa Bárbara do Leste,
- Santa Rita de Minas,
- São Domingos das Dores,
- São João do Oriente,
- São Sebastião do Anta,
- Tarumirim,
- Ubaporanga,
- Vargem Alegre.